# Gervais' næbhval
Gervais' næbhvalen (Mesoplodon europaeus) er en art i familien af næbhvaler i underordenen af tandhvaler. Dyret bliver 4,5-5,2 m langt og vejer 1-2 t.